# Don't Smile at Me
Albums de Billie Eilish
When We All Fall Asleep, Where Do We Go?
(2019)
Don’t Smile at Me (stylisé dont smile at me) est le premier EP de l’auteure-compositrice-interprète américaine Billie Eilish. Il sort le 11 août 2017 chez Interscope Records, et contient plusieurs de ses singles publiés précédemment, dont Ocean Eyes, Bellyache et Watch. Le morceau My Boy a été utilisé dans le quatrième épisode de la troisième saison de la série télévisée américaine Shadowhunters.

## Liste des pistes
Toutes les chansons sont écrites et composées par Finneas O'Connell et Billie Eilish O'Connell, sauf mention contraire.
| 1.    | Copycat                    |                                  | 3:13 |
| 2.    | Idontwannabeyouanymore     |                                  | 3:23 |
| 3.    | My Boy                     |                                  | 2:50 |
| 4.    | Watch                      | F. O'Connell                     | 2:57 |
| 5.    | Party Favor                |                                  | 3:24 |
| 6.    | Bellyache                  |                                  | 2:59 |
| 7.    | Ocean Eyes                 | F. O'Connell                     | 3:20 |
| 8.    | Hostage                    |                                  | 3:49 |
| 9.    | &Burn (avec Vince Staples) | - Vincent Staples - F. O'Connell | 3:00 |
| 28:58 |                            |                                  |      |

### Remarques
- Toutes les chansons sont stylisées en lettres minuscules, sauf COPYCAT, qui est en majuscules.
- &Burn est une version remixée de Watch[3].

## Morceaux

### Watch
Le premier titre inédit à paraître est Watch, écrit seulement une semaine après la mise en ligne du titre Ocean Eyes. Sur un air de synthé entraînant, rythmé par le bruit d'une allumette qu'on gratte, Billie maîtrise parfaitement les variations vocales. Son timbre de voix doux est injecté de venin et confère à l'ensemble un sentiment de défi.

## Classements
| Classement                         | Meilleure position |
| ---------------------------------- | ------------------ |
| Belgique (Ultratop Flanders)       | 64                 |
| Canada (Billboard)                 | 18                 |
| États-Unis (Billboard 200)         | 38                 |
| Finlande (Suomen virallinen lista) | 39                 |
| Irlande (IRMA)                     | 50                 |
| Nouvelle-Zélande (RMNZ)            | 10                 |
| Pays-Bas (MegaCharts)              | 51                 |
| Royaume-Uni (OCC)                  | 55                 |
| Suède (Sverigetopplistan)          | 28                 |

## Certifications
| Pays              | Certification | Unités certifiées |
| ----------------- | ------------- | ----------------- |
| États-Unis (RIAA) | Platine       | 1 000 000         |
| France (SNEP)     | 2 × Platine   | 200 000           |